# Концентрациони логор Моновиц
Моновиц (такође познат као Моновиц-Буна, Буна и Аушвиц III) био је нацистички концентрациони логор и радни логор (Arbeitslager) који је нацистичка Немачка управљала у окупираној Пољској од 1942. до 1945. године, током Другог светског рата и Холокауста. Већину свог постојања, Моновиц је био подлогор концентрационог логора Аушвиц; од новембра 1943. он и други нацистички подлогори у том подручју заједнички су били познати као Аушвиц III-подлогори (KL Auschwitz III-Aussenlager). У новембру 1944. Немци су га преименовали у концентрациони логор Моновиц,  по селу Моновице у коме је био изграђен, у анектираној зони Пољске. Командант је био СС хауптштурмфирер (капетан) Хајнрих Шварц, од новембра 1943. до јануара 1945.
СС је основао логор у октобру 1942. на захтев извршних директора компаније ИГ Фарбен, како би обезбедио робовску радну снагу за њихов индустријски комплекс Буна Верке (Buna Werke). Назив Буна потиче од синтетичке гуме базиране на бутадијену и хемијском симболу за натријум (Na), процесу производње синтетичке гуме развијеном у Немачкој. Друге немачке индустријске компаније су такође изградиле фабрике са својим подлогорима, као што је Бобрек, подлогор компаније Сименс-Шукерт, близу Моновица, како би профитирале од употребе робовске радне снаге. Немачки произвођач оружја Круп, којим је управљао члан СС-а Алфрид Круп, такође је изградио своје производне погоне у близини Моновица.
Моновиц је држао око 12.000 затвореника, од којих су велика већина били Јевреји, уз нејеврејске криминалце и политичке затворенике. СС је компанији ИГ Фарбен наплаћивао три рајхсмарке (РМ) дневно за неквалификоване раднике, четири РМ на сат за квалификоване раднике и једну и по РМ за децу. Логор је садржавао и Arbeitsausbildungslager (логор за радно васпитавање) за нејеврејске затворенике који су оцењени као недовољно продуктивни по немачким радним стандардима. Очекивани животни век јеврејских радника у Буна Веркеу био је три до четири месеца; за оне који су радили у околним рудницима, само један месец. Они који су оцењени као неспособни за рад били су убијани у гасним коморама у Аушвицу II-Биркенау..
Примо Леви, аутор дела Да ли је ово човек (1947), преживео је логор Моновиц, као и Ели Визел, аутор књиге Ноћ (1960), који је као тинејџер био затвореник у том логору заједно са својим оцем.